# Zenicko-dobojský kanton
Zenicko-dobojský kanton je jeden z deseti kantonů Federace Bosny a Hercegoviny v Bosně a Hercegovině.

## Charakter regionu
Leží zhruba uprostřed země. Na jihu hraničí s Kantonem Sarajevo a se Středobosenským kantonem, na severu pak s Tuzlanským kantonem, na severozápadě s regionem Banja Luka v Republice srbské a na východě s regiony Vlasenica a Romanija. Hlavním městem kantonu je Zenica, a ačkoliv je zmíněné v názvu kantonu i jméno města Doboj, to se nachází již v Republice srbské. Území je hornaté, řeka Bosna zde ale postupem času vytvořila velmi úrodné a také i dnes hustě zalidněné údolí. Tím prochází hlavní železniční trať Sarajevo - Doboj. Silniční síť je velmi podobná té železniční, v úseku Zenica - Sarajevo existuje moderní silniční tah, který blíže k Sarajevu přechází v moderní dálnici.

## Významná města
Zenicko-dobojský kanton je rozdělen do následujících obcí:
| Opčina     | Populace města | Populace opčiny |
| ---------- | -------------- | --------------- |
| Zenica     | 70 553         | 110 663         |
| Tešanj     | 5 257          | 43 063          |
| Visoko     | 11 205         | 39 938          |
| Kakanj     | 11 796         | 37 441          |
| Zavidovići | 8 174          | 35 988          |
| Žepče      | 5 460          | 30 219          |
| Maglaj     | 6 099          | 23 146          |
| Breza      | 3 014          | 14 168          |
| Olovo      | 2 465          | 10 175          |
| Vareš      | 2 917          | 8 892           |
| Usora      | -              | 6 603           |
| Doboj Jug  | -              | 4 137           |
| Celkem     | 126 940        | 364 433         |

## Obyvatelstvo

### Sčítání 2013
Podle sčítání lidu v roce 2013 žije v Zenicko-dobojském kantonu celkem 364 433 obyvatel.
| Národnost | Národnost | Národnost | Národnost | Národnost | Národnost | Celkem  |
| Bosňáci   | %         | Chorvati  | %         | Srbové    | %         | Celkem  |
| --------- | --------- | --------- | --------- | --------- | --------- | ------- |
| 299 462   | 82,17     | 43 819    | 12,02     | 5 543     | 1,52      | 364 433 |